# Olympische Sommerspiele 2008/Rudern – Doppelvierer (Frauen)
Der Ruderwettbewerb im Doppelvierer der Frauen bei den Olympischen Spielen 2008 in Peking wurde vom 10. bis zum 17. August 2008 auf dem Olympischen Ruder- und Kanupark Shunyi ausgetragen. 32 Athletinnen in 8 Booten traten an.
Die Ruderregatta, die über 2000 Meter ausgetragen wurde, begann mit zwei Vorläufen. Die Boote auf Platz 1 qualifizierten sich direkt für das Finale, die anderen mussten in den Hoffnungslauf. Hier qualifizierten sich die ersten vier Boote für das Finale, die übrigen kamen in das B-Finale, in dem die Plätze 7 und 8 ermittelt wurden.
Die jeweils qualifizierten Boote sind hellgrün unterlegt.

## Titelträger
| Olympiasieger | Deutschland Besatzung: Kathrin Boron, Meike Evers, Manuela Lutze, Kerstin Kowalski           | Athen 2004   |
| Weltmeister   | Großbritannien Besatzung: Annabel Vernon, Debbie Flood, Frances Houghton, Katherine Grainger | München 2007 |

## Vorläufe
10. August 2008

### Vorlauf 1
| Platz | Nation   | Athletinnen                                                                       | Zeit (min) |
| ----- | -------- | --------------------------------------------------------------------------------- | ---------- |
| 1     | China    | Tang Bin, Jin Ziwei, Xi Aihua, Zhang Yangyang                                     | 6:11,83    |
| 2     | Ukraine  | Switlana Spirjuchowa, Olena Olefirenko, Natalija Mustafajewa, Tetjana Kolesnikowa | 6:17,84    |
| 3     | Kanada   | Rachelle de Jong, Anna-Marie de Zwager, Janine Hanson, Krista Guloien             | 6:23,27    |
| 4     | Russland | Julija Kalinowskaja, Oxana Dorodnowa, Larissa Merk, Julija Lewina                 | 6:26,21    |

### Vorlauf 2
| Platz | Nation             | Athletinnen                                                         | Zeit (min) |
| ----- | ------------------ | ------------------------------------------------------------------- | ---------- |
| 1     | Großbritannien     | Annabel Vernon, Deborah Flood, Frances Houghton, Katherine Grainger | 6:13,70    |
| 2     | Deutschland        | Britta Oppelt, Manuela Lutze, Kathrin Boron, Stephanie Schiller     | 6:15,26    |
| 3     | Vereinigte Staaten | Lia Pernell, Lindsay Meyer, Jennifer Kaido, Margot Shumway          | 6:19,89    |
| 4     | Australien         | Zoe Uphill, Amber Bradley, Kerry Hore, Amy Ives                     | 6:20,95    |

## Hoffnungslauf
12. August 2008
| Platz | Nation             | Athletinnen                                                                       | Zeit (min) |
| ----- | ------------------ | --------------------------------------------------------------------------------- | ---------- |
| 1     | Deutschland        | Britta Oppelt, Manuela Lutze, Kathrin Boron, Stephanie Schiller                   | 6:36,17    |
| 2     | Vereinigte Staaten | Lia Pernell, Lindsay Meyer, Jennifer Kaido, Margot Shumway                        | 6:39,53    |
| 3     | Australien         | Zoe Uphill, Amber Bradley, Kerry Hore, Amy Ives                                   | 6:41,39    |
| 4     | Ukraine            | Switlana Spirjuchowa, Olena Olefirenko, Natalija Mustafajewa, Tetjana Kolesnikowa | 6:41,45    |
| 5     | Kanada             | Rachelle de Jong, Anna-Marie de Zwager, Janine Hanson, Krista Guloien             | 6:46,60    |
| 6     | Russland           | Julija Kalinowskaja, Oxana Dorodnowa, Larissa Merk, Julija Lewina                 | 6:51,14    |

## Finale

### B-Finale
16. August 2008, 8:00 Uhr MESZ

Anmerkung: zur Ermittlung der Plätze 7 bis 8
| Platz | Nation   | Athletinnen                                                           | Zeit (min) |
| ----- | -------- | --------------------------------------------------------------------- | ---------- |
| 7     | Russland | Julija Kalinowskaja, Oxana Dorodnowa, Larissa Merk, Julija Lewina     | 6:28,10    |
| 8     | Kanada   | Rachelle de Jong, Anna-Marie de Zwager, Janine Hanson, Krista Guloien | 6:28,78    |

### A-Finale
17. August 2008, 9:30 Uhr MESZ

Anmerkung: zur Ermittlung der Plätze 1 bis 6
| Platz | Nation             | Athletinnen                                                                       | Zeit (min) |
| ----- | ------------------ | --------------------------------------------------------------------------------- | ---------- |
| 1     | China              | Tang Bin, Jin Ziwei, Xi Aihua, Zhang Yangyang                                     | 6:16,06    |
| 2     | Großbritannien     | Annabel Vernon, Deborah Flood, Frances Houghton, Katherine Grainger               | 6:17,37    |
| 3     | Deutschland        | Britta Oppelt, Manuela Lutze, Kathrin Boron, Stephanie Schiller                   | 6:19,56    |
| 4     | Ukraine            | Switlana Spirjuchowa, Olena Olefirenko, Natalija Mustafajewa, Tetjana Kolesnikowa | 6:20,02    |
| 5     | Vereinigte Staaten | Lia Pernell, Lindsay Meyer, Jennifer Kaido, Margot Shumway                        | 6:25,86    |
| 6     | Australien         | Zoe Uphill, Amber Bradley, Kerry Hore, Amy Ives                                   | 6:30,05    |